# Европско првенство у атлетици на отвореном 1990 — 400 метара за мушкарце
Трка на 400 метара у мушкој конкуренцији на Европском првенству у атлетици 1990. у Сплиту одржана је 28., 29. и 30. августа на стадиону Пољуд.
Титулу освојену 1986. у Штутгарту, одбранио је Роџер Блек из Уједињеног Краљевства.

## Земље учеснице
Учествовало је 22 такмичара из 11 земаља. 
1. Западна Немачка (2)
2. Источна Немачка (2)
3. Италија (2)
4. Југославија (3)
5. Мађарска (1)
6. Пољска (1)
7. Совјетски Савез (3)
8. Уједињено Краљевство (3)
9. Финска (1)
10. Француска (1)
11. Шпанија (3)

## Рекорди
| Рекорди пре почетка Европског првенства 1990. | Рекорди пре почетка Европског првенства 1990. | Рекорди пре почетка Европског првенства 1990. | Рекорди пре почетка Европског првенства 1990. | Рекорди пре почетка Европског првенства 1990. | Рекорди пре почетка Европског првенства 1990. |
| --------------------------------------------- | --------------------------------------------- | --------------------------------------------- | --------------------------------------------- | --------------------------------------------- | --------------------------------------------- |
| Светски рекорд                                | Butch Reynolds                                | Сједињене Државе                              | 43,29                                         | Цирих, Швајцарска                             | 17. август 1988.                              |
| Европски рекорд                               | Томас Шенлебе                                 | Источна Немачка                               | 44,33                                         | Рим, Италија                                  | 3. септембар 1987.                            |
| Рекорди Европских првенстава                  | Роџер Блек                                    | Велика Британија                              | 44,59                                         | Штутгарт, Западна Немачка                     | 29. август 1986.                              |
| Светски рекорд сезоне                         | Danny Everett                                 | Сједињене Државе                              | 44,06                                         | Севиља, Шпанија                               | 30. мај 1990.                                 |
| Европски рекорд сезоне                        | Роџер Блек                                    | Велика Британија                              | 44,91                                         | Брисел, Белгија                               | 10. август 1990.                              |

## Најбољи резултати у 1990. години
Најбржи атлетичари 1990. године на 400 метара пре почетка европског првенства (26. августа 1990) заузимали су следећи пласман на европској и светској ранг листи (СРЛ).
| 1. | Роџер Блек         | Велика Британија | 44,91 | 10. август | 9. СРЛ  |
| 2. | Tamás Molnár       | Мађарска         | 45,44 | 1. јун     | 21. СРЛ |
|    |                    |                  |       |            |         |
|    | Слободан Бранковић | Југославија      |       |            |         |
|    | Ненад Ђуровић      | Југославија      |       |            |         |
|    | Дејан Јовковић     | Југославија      |       |            |         |

Такмичари чија су имена подебљана учествовали су на ЕП.

## Победници
|                                 |                               |                               |
| Роџер Блек Уједињено Краљевство | Томас Шенлебе Источна Немачка | Јенс Карловиц Источна Немачка |

## Резултати

### Квалификације
У квалификацијама такмичари су били подељени у три групе. За финале су се квалификовали прва четири из сваке групе (КВ), и четири по постигнутом резултату (кв).
| Пласман | Група | Атлетичар          | Земља                | Време | Белешке |
| ------- | ----- | ------------------ | -------------------- | ----- | ------- |
| 1.      | 1     | Роџер Блек         | Уједињено Краљевство | 45,53 | КВ      |
| 2.      | 2     | Норберт Добелајт   | Западна Немачка      | 45,71 | КВ      |
| 3.      | 1     | Слободан Бранковић | Југославија          | 45,77 | КВ      |
| 4.      | 1     | Tomasz Jędrusik    | Пољска               | 45,92 | КВ      |
| 5.      | 1     | Томас Шенлебе      | Источна Немачка      | 45,98 | КВ      |
| 6.      | 3     | Gaietà Cornet      | Шпанија              | 46,07 | КВ      |
| 7.      | 2     | Јенс Карловиц      | Источна Немачка      | 46,10 | КВ      |
| 8.      | 2     | Olivier Noirot     | Француска            | 46,14 | КВ      |
| 9.      | 1     | Дмитриј Головастов | Совјетски Савез      | 46,15 | кв      |
| 10.     | 3     | Ненад Ђуровић      | Југославија          | 46,42 | КВ      |
| 11.     | 1     | Roberto Ribaud     | Италија              | 46,54 | кв      |
| 12.     | 1     | Jörg Vaihinger     | Западна Немачка      | 46,56 | кв      |
| 13.     | 3     | Андреа Нути        | Италија              | 46,61 | КВ      |
| 14.     | 2     | Lewis Samuel       | Уједињено Краљевство | 46,74 | КВ      |
| 15.     | 3     | Пол Сандерс        | Уједињено Краљевство | 46,75 | КВ      |
| 16.     | 2     | Дејан Јовковић     | Југославија          | 46,79 | кв      |
| 17.     | 3     | Тамаш Молнар       | Мађарска             | 46,80 |         |
| 18.     | 3     | Aivar Ojastu       | Совјетски Савез      | 46,85 |         |
| 19.     | 2     | Хосе Луис Паласиос | Шпанија              | 46,90 |         |
| 20.     | 1     | Антонио Санчез     | Шпанија              | 46,99 |         |
| 21.     | 2     | Ари Пиномеки       | Финска               | 47,16 |         |
| 22.     | 2     | Алексеј Петухов    | Совјетски Савез      | 47,46 |         |

### Полуфинале
У полуфиналу такмичари су биле подељени у две групе. За финале су се квалификовали прва четири из обе групе (КВ).
| Пласман | Група | Атлетичар          | Земља                | Време | Белешке |
| ------- | ----- | ------------------ | -------------------- | ----- | ------- |
| 1.      | 2     | Gaietà Cornet      | Шпанија              | 45,00 | КВ      |
| 2.      | 2     | Јенс Карловиц      | Источна Немачка      | 45,15 | КВ      |
| 3.      | 2     | Норберт Добелајт   | Западна Немачка      | 45,15 | КВ      |
| 4.      | 2     | Слободан Бранковић | Југославија          | 45,30 | КВ      |
| 5.      | 1     | Роџер Блек         | Уједињено Краљевство | 45,46 | КВ      |
| 6.      | 1     | Томас Шенлебе      | Источна Немачка      | 45,66 | КВ      |
| 7.      | 1     | Ненад Ђуровић      | Југославија          | 45,67 | КВ      |
| 8.      | 1     | Tomasz Jędrusik    | Пољска               | 45,80 | КВ      |
| 9.      | 1     | Пол Сандерс        | Уједињено Краљевство | 46,06 |         |
| 10.     | 1     | Olivier Noirot     | Француска            | 46,07 |         |
| 11.     | 2     | Дејан Јовковић     | Југославија          | 46,07 |         |
| 12.     | 1     | Андреа Нути        | Италија              | 46,11 |         |
| 13.     | 2     | Дмитриј Головастов | Совјетски Савез      | 46,22 |         |
| 14.     | 2     | Lewis Samuel       | Уједињено Краљевство | 46,98 |         |
| 15.     | 2     | Roberto Ribaud     | Италија              | 47,39 |         |
|         | 1     | Jörg Vaihinger     | Западна Немачка      | НС    |         |

### Финале
| Пласман | Атлетичар          | Земља                | Време | Белешке |
| ------- | ------------------ | -------------------- | ----- | ------- |
|         | Роџер Блек         | Уједињено Краљевство | 45,08 |         |
|         | Томас Шенлебе      | Источна Немачка      | 45,13 |         |
|         | Јенс Карловиц      | Источна Немачка      | 45,27 |         |
| 4.      | Gaietà Cornet      | Шпанија              | 45,30 |         |
| 5.      | Норберт Добелајт   | Западна Немачка      | 45,42 |         |
| 6.      | Слободан Бранковић | Југославија          | 45,49 |         |
| 7.      | Ненад Ђуровић      | Југославија          | 46,19 |         |
| 8.      | Tomasz Jędrusik    | Пољска               | 46,25 |         |